# Montigny-aux-Amognes
Montigny-aux-Amognes település Franciaországban, Nièvre megyében. Lakosainak száma 632 fő (2022. január 1.). Montigny-aux-Amognes Coulanges-lès-Nevers, Saint-Éloi, Saint-Jean-aux-Amognes, Saint-Martin-d’Heuille, Saint-Sulpice, Sauvigny-les-Bois és Vaux d’Amognes községekkel határos.

## Népesség
A település népességének változása:
| Lakosok száma | 578  | 588  | 625  | 618  | 633  | 634  | 637  | 642  | 632  |
|               | 2013 | 2015 | 2016 | 2017 | 2018 | 2019 | 2020 | 2021 | 2022 |